# Javier Villa
Javier Villa García, född 5 oktober 1987 i Colunga, är en spansk racerförare.

## Racingkarriär
Villa tävlade i GP2 Series mellan 2006 och 2009, med blandad framgång. 2007 vann han tre sprintrace från bra startpositioner. Han klarade av, till skillnad från många andra, att hålla emot toppförarna i deras jakt bakifrån. 2008 var dock ett fiasko för Villa, som slutade som sjuttonde man totalt, medan stallkamraten Giorgio Pantano blev mästare. Det förstörde troligtvis hans chanser att komma till Formel 1, men han fortsatte i GP2 Series ett år till. 2009 tog han tre pallplatser och slutade på tionde plats, efter en mycket ojämn säsong.
Villa gav upp sin formelbilskarriär efter det, och valde istället att börja satsa på standardvagnsracing. Under sin första säsong som standardvagnsförare, 2011, tävlade han i World Touring Car Championship. Han körde där en BMW 320 TC för Proteam Racing och var en stadig poängplockade i början av säsongen. Han tog som bäst en tredjeplats på Hungaroring, men efter en bruten tävling på Circuito da Boavista i Porto blev resultaten sämre. Han tog endast ett fåtal ströpoäng under andra halvan av säsongen och när året var slut hade han fallit ned till tolfte plats i förarmästerskapet och femte i privatförarcupen.